# Monumentul celor doi Bolyai
Monumentul celor doi Bolyai (în maghiară Bolyaiak szobra), opera a sculptorilor István Csorvássy și Márton Izsák, a fost dezvelit în Piața Bolyai din zona centrală a orașului Târgu Mureș în data de 8 septembrie 1957, cu ocazia aniversării patru sute de ani de la fondarea Colegiului Reformat (actual Liceul Teoretic „Bolyai Farkas”), unde a lucrat ca profesor matematicianul Farkas Bolyai și unde a studiat fiul lui, János Bolyai, care a creat geometria neeuclidiană.

## Istoric
Locuitorii urbei numai după moartea celor doi matematicieni au realizat importanța activității lor profesionale. Pe parcursul anilor s-a marcat locul casei unde au trăit pe strada Köteles Sámuel, s-a ridicat basorelief în aminitirea lor pe Palatul Culturii și a început activitatea Muzeul Bolyai, dar idea înălțării unei statuie datează din 1956. În acest an au fost organizate diverse manifestări șțiințifice și culturale în oraș cu prilejul aminitirii 100 de ani de la moartea lui Farkas Bolyai. În anul viitor cu ocazia aniversării patru sute de ani de la fondarea Colegiului Reformat, în cadru festiv a fost dezvelit Monumentul celor doi Bolyai. Totodată, cu acest prilej fostul Colegiul Reformat în fața căruia este amplasat monumentul, a fost denumit după Farkas Bolyai.
De-a lungul timpului datorită influenței tradiției de învățământ reformat de peste 500 de ani din Târgu Mureș și datorită unele aspecte locale, s-au născut obiceiuri specifice care sunt păstrate în Liceul Bolyai Farkas. Aceste tradiții se leagă strâns de momentele marcante ale vieții de elev: intrarea în liceu și absolvirea. Absolvirea liceului (numit și bologaș, în maghiară ballagás) marcat de festivitatea în cadrul căreia se deschide ușa principală din clădirea liceului menținută pe parcursul tot anului închisă. Prin ușa principală au privilegiul trecerii absolvenții conduși pe frunte de elevul cu cele mai bune rezultate. Ieșind, ocolesc printr-o procesiune Monumentul celor doi Bolyai și se reîntorc în școală. În cadrul procesiunii elevii poartă o boccea în care sunt înfășurate obiecte simbolice.

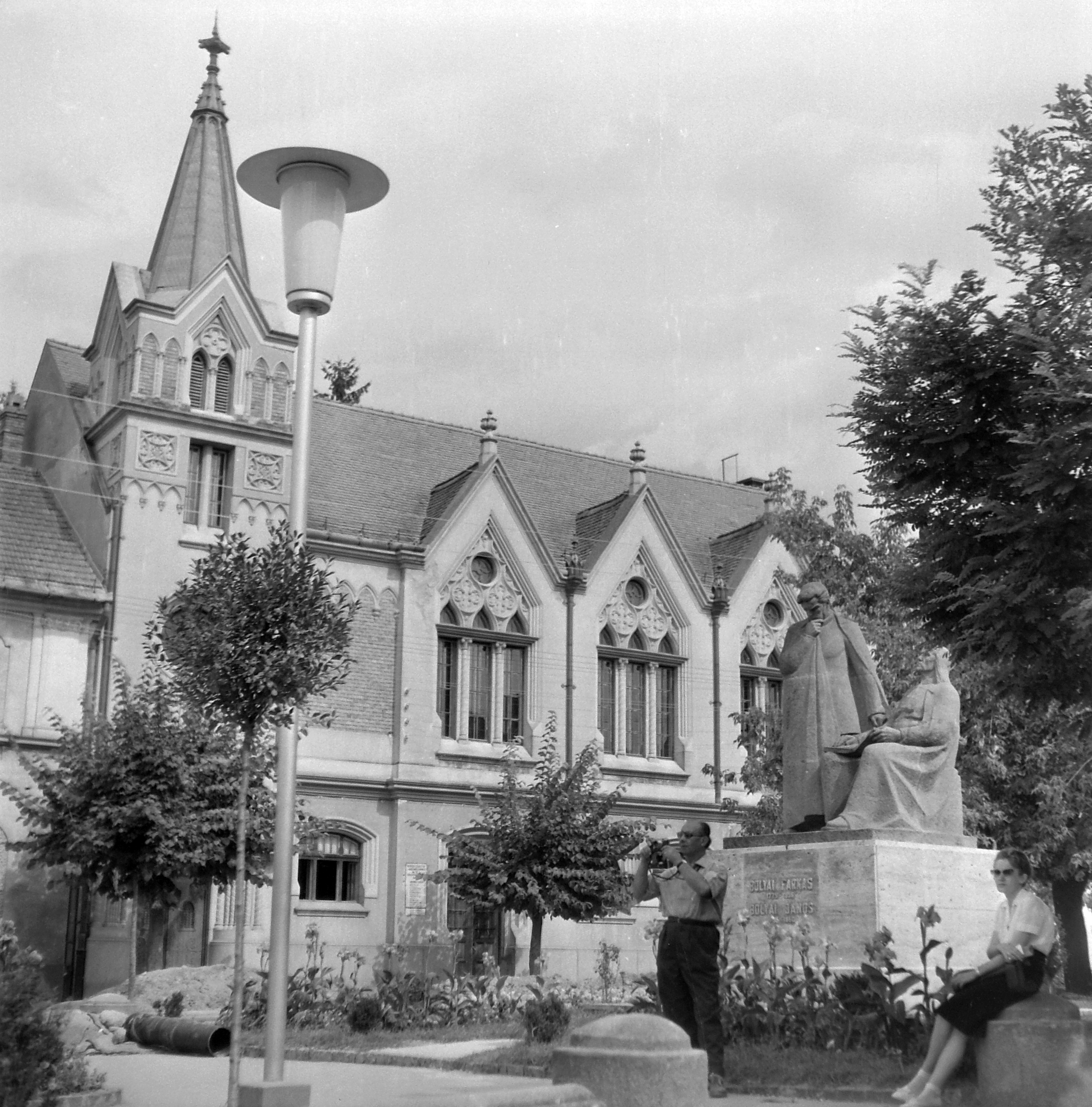
În spate se vede biserica unitariană (1961)

## Descriere
Monumentul este alcătuit din statuile lui Farkas Bolyai și János Bolyai. Tatăl (Farkas Bolyai) este reprezentat în poziție șezând cu privire spre fiu, János, care în picioare se uită spre sol. Mesajul artistului este că tatăl a reușit să-i insufle fiului său pasiunea pentru învățătură, în special pentru matematică și cercetare. Bolyai-fiul, prin spiritul său revoluționar, este reprezentat ca simbol al geniului cercetător, al deschiderii spre o lume nouă, revoluționară, dar nu în ultimul rând al continuității și firească depășire a performanțelor generației anterioare.